# CAMS 31
Die CAMS 31 war ein in den 1920er Jahren versuchsweise als Flugboot entworfenes einsitziges Doppeldecker-Jagdflugzeug, das von Chantiers Aéro-Maritimes de la Seine (CAMS) in Frankreich gebaut wurde.

## Entwurf und Entwicklung
Die CAMS 31 war ein ganz aus Holz gebauter Doppeldecker. Der Flugbootrumpf wurde durch zwei Schwimmer stabilisiert, die seitlich unter dem unteren Flügel montiert waren. Der einsitzige Doppeldecker mit offenem Cockpit vor dem unteren Flügel wurde von einem Achtzylinder-Hispano-Suiza-8Fb-Kolbenmotor angetrieben, der den Vierblatt-Druckpropeller über ein Getriebe antrieb. Die Motorgondel war im oberen Teil der Tragfläche montiert und durch Streben auf dem Rumpf abgestützt.
Die Bewaffnung bestand aus zwei fest am Rumpf montierten Vickers-Maschinengewehren mit einer Kadenz von 450 bis 600 Schuss pro Minute.
Der CAMS-31-Prototyp wurde später als Typ 22 bezeichnet und flog zum ersten Mal 1922. Ein zweiter Prototyp mit der Bezeichnung CAMS 31 Typ 23 hatte seinen Erstflug 1923. Bei der Version 23 war die Flügelspannweite reduziert und die Flügeltiefe jedoch vergrößert, was die gleiche Flügelfläche wie beim Typ 22 ergab. Die Typenbezeichnung 22 und 23 bezog sich auf das Entwicklungsjahr.
Die Testflüge ergaben zwar eine gute Handhabung der Maschine, sie war jedoch als Jagdflugzeug in der Flugbootbauart nicht geeignet. Die Serienfertigung wurde nicht betrieben.
Gefertigt wurde danach eine einsitzige Flugpostversion, die als CAMS 31P bezeichnet wurde und auf dem Typ 22 basierte. Die genaue Stückzahl der Postversion ist nicht bekannt.

## Varianten
- CAMS 31 Typ 22, Grundform
- CAMS 31 Typ 23, geänderte Tragflächen
- CAMS 31P, Postflugboot mit Flächen des Typs 22

## Daten
| Kenngröße             | Daten (CAMS 31 Typ 22)                                                                 |
| --------------------- | -------------------------------------------------------------------------------------- |
| Besatzung             | 1                                                                                      |
| Länge                 | 8,80 m                                                                                 |
| Spannweite            | 11,20 m                                                                                |
| Höhe                  | 3,05 m                                                                                 |
| Flügelfläche          | 33,00 m²                                                                               |
| Leermasse             | 1045 kg                                                                                |
| max. Startmasse       | 1505 kg                                                                                |
| Triebwerk             | 1 × Reihenmotor Hispano-Suiza 8Fb mit 220 kW (ca. 300 PS) und Vierblatt-Druckpropeller |
| Höchstgeschwindigkeit | 200 km/h auf Meereshöhe                                                                |
| Reichweite            | 400 km                                                                                 |
| Bewaffnung            | zwei starre Vickers-Maschinengewehre                                                   |